# Hyacinthe-François-Georges de Montecler
 (mars 2017).
Hyacinthe-François-Georges de Montecler, né le 7 mai 1719 à Châtres-la-Forêt et mort le 5 octobre 1764 à Saint-Sulpice (Mayenne), militaire français, marquis et comte de Monteclerc.

## Biographie

### Origines et famille
Hyacinthe-François-Georges de Montecler appartient à la famille de Montecler, une famille de la noblesse angevine, originaire du diocèse du Mans, propriétaire du château de Montecler depuis 1658. Sa devise était : Magnus inter pares.
Il est le fils de Joseph-François de Montecler, cinquième marquis de Montecler (1694-1766) et de Hyacinthe de Menon de Turbilly, marquise de la Rongère (1699- 1742), fille de Francois-Henri de Menon, comte de Turbilly et d'Henriette-Antoinette de Quatrebarbes, marquise de la Rongère. Ses parents se marient le 4 mars 1716 et ont sept fils et quatre filles parmi lesquels : 
- Henri-François de Montecler ;
- Joseph-François Georges de Montecler, né le 2 novembre 1723, dit l'« abbé de Montecler », vicaire général du diocèse d'Angers ;
- Louis-Augustin de Montecler ;
- Charlotte-Hyacinthe Claudine Josèphe de Monteclerc, née le 9 septembre 1728 à Saint-Christophe-du-Luat, mariée le 5 février 1754 à Louis-André de Lantivy ;
- Charlotte-Susanne de Montecler, née le 5 avril 1730 ;
- Jean-Gaspard de Montecler, né en mars 1733, dit l'« abbé de la Rongère »

Il se marie en l'église Saint-Sulpice de Paris avec Marie-Charlotte de Montullé (fille de Jean-Baptiste de Montullé) le 5 septembre 1740.
Il laisse pour unique fille :
- Hyacinthe-Jeanne de Monteclerc, née à Paris le 21 juin 1750, connue sous le nom de dame de Châtres depuis la mort de son père en 1764. En 1766, Hyacinthe-Jeanne de Montecler, demoiselle, fille unique héritière de feu Hyacinthe-François-Georges, comte de Montecler, seigneur de Chéronne, plaide contre Thomas Busson. Elle épouse, le 19 juillet 1768, René-Georges-Marie de Montecler  (1738-1810) - son oncle à la mode de Bretagne -  devenu le sixième marquis de Montecler dont elle a cinq filles. Membre de l'assemblée provinciale de Touraine en 1787, il émigre en 1791. La marquise de Montecler envoie le 24 février 1791 à la Gazette de Paris le nom des prêtres de sa connaissance qui avaient refusé le serment[3], suit d'abord son mari, puis rentre à Paris pour tenter se sauver une partie de la fortune de sa famille. Emprisonnée sous la Terreur, elle obtient de continuer à demeurer en tant que « citoyenne Monteclair » dans son hôtel de la rue du Cherche-Midi - sa mère y avait eu un cercle renommé - "sous la garde de deux vrais sans-culottes relevés tous les décadis" mais c'est rue Garancière qu'elle s'éteint le 17 avril 1805.

### Carrière
Montecler est mousquetaire en 1736, cornette des chevau-légers de la reine au moment de son mariage le 5 septembre 1740 puis devient mestre de camp de cavalerie le 26 décembre 1743. Il effectue les campagnes de Westphalie, de Bohême et du Rhin et assiste au siège de Maestricht.
En août 1745, il tue d'un coup d'épée le jeune Armand-Gabriel de Belsunce de Castelmoron - âgé de dix-sept ans - lors d'un duel qui fit grand bruit d'après Jean Nicolas Dufort de Cheverny et le duc Charles-Philippe d'Albert de Luynes.
Sa vie militaire est couronnée par le grade de maréchal de camp le 10 février 1759. Il meurt le 5 octobre 1764 à La Rongère où il était retiré depuis le 10 février 1759. Il était alors seigneur de Saint-Denis-des-Coudrais, dans la Sarthe.

## Sources
- Louis Marie Henri Guiller, Recherches sur Changé-les-Laval, tome 1, - .
- François-Augustin Gérault, Notice sur la famille, et le château de Montecler. Mémorial de la Mayenne, volume 2.
- Société historique et archéologique du Maine, Revue historique et archéologique du Maine . G. Fleury & A. Dangin (Mamers). 1910. p. 93.